# Ptychomitrium kiusiuense
Ptychomitrium kiusiuense är en bladmossart som beskrevs av Kyuichi Sakurai 1939. Ptychomitrium kiusiuense ingår i släktet atlantmossor, och familjen Ptychomitriaceae. Inga underarter finns listade i Catalogue of Life.